# Reprezentacja Białorusi na Mistrzostwach Świata w Narciarstwie Klasycznym 2007
Reprezentacja Białorusi na Mistrzostwach Świata w Narciarstwie Klasycznym 2007 liczyła 12 sportowców. Najlepszym wynikiem było 2. miejsce Leonida Karniejenki w biegu mężczyzn na 15 km.

## Medale
Srebrne medale
- Biegi narciarskie mężczyzn, bieg na 15 km: Leanid Karnijenka

## Wyniki

### Biegi narciarskie mężczyzn
Sprint
- Alaksiej Iwanou – 50. miejsce

Bieg na 15 km
- Leanid Karnijenka – 2. miejsce, srebrny medal
- Siarhiej Dalidowicz – 12. miejsce
- Aleksandr Łazutkin – 50. miejsce
- Alaksiej Iwanou – 74. miejsce

Bieg na 30 km
- Alaksiej Iwanou – 57. miejsce
- Leanid Karnijenka – nie ukończył
- Aleksandr Łazutkin – nie ukończył

Bieg na 50 km
- Alaksiej Iwanou – 36. miejsce
- Siarhiej Dalidowicz – nie ukończył

Sztafeta 4 × 10 km
- Alaksiej Iwanou, Aleksandr Łazutkin, Siarhiej Dalidowicz, Leanid Karnijenka – 14. miejsce

### Biegi narciarskie kobiet
Sprint
- Wolha Wasilonak – 49. miejsce
- Wiktoryja Łapacina – 51. miejsce
- Iryna Nafranowicz – 64. miejsce

Sprint drużynowy
- Wolha Wasilonak, Wiktoryja Łapacina – 6. miejsce

Bieg na 10 km
- Wolha Wasilonak – 31. miejsce
- Alena Sannikawa – 36. miejsce
- Ludmiła Szabłuska – 40. miejsce
- Wiktoryja Łapacina – 44. miejsce

Bieg na 15 km
- Alena Sannikawa – 39. miejsce
- Ludmiła Szabłuska – 42. miejsce
- Iryna Nafranowicz – nie ukończyła

Bieg na 30 km
- Alena Sannikawa – 15. miejsce
- Ludmiła Szabłuska – 30. miejsce
- Iryna Nafranowicz – 37. miejsce

Sztafeta 4 × 5 km
- Alena Sannikawa, Ludmiła Szabłuska, Wiktoryja Łapacina, Wolha Wasilonak – 13. miejsce

### Kombinacja norweska
Sprint HS 134 / 7,5 km
- Iwan Sobolew – 37. miejsce

HS 100 / 15,0 km metodą Gundersena
- Iwan Sobolew – 36. miejsce